# Chauliognathus ineptus
Chauliognathus ineptus es una especie de coleóptero de la familia Cantharidae, subfamilia Chauliognathinae y género Chauliognathus.

## Distribución
Es una especie característica de Estados Unidos y México.